# Red Bull Junior Team
O Red Bull Junior Team é um programa de desenvolvimento de pilotos administrado pelo conglomerado Red Bull na tentativa de identificar potenciais futuras estrelas do automobilismo nas corridas de monopostos. O semelhante Red Bull Driver Search, agora encerrado, foi um spinoff americano da mesma ideia realizado em 2005. Os membros da equipe júnior são financiados e patrocinados pela Red Bull em fórmulas de corrida inferiores.
Os programas tiveram sucesso em trazer uma seleção de pilotos para a Fórmula 1. Cinco deles, Sebastian Vettel, Daniel Ricciardo, Max Verstappen, Pierre Gasly e Carlos Sainz Jr. venceram uma corrida de Fórmula 1, com dois deles (Vettel e Verstappen) tendo vencido pelo menos quatro Campeonatos Mundiais. A Red Bull possui duas equipes na Fórmula 1, Red Bull Racing e Racing Bulls.
A Red Bull Junior Team foi o nome alternativo da RSM Marko, equipe que competiu na Fórmula 3000 Internacional com essa alcunha entre 1999 e 2003, patrocinada pela Red Bull e dirigida por Helmut Marko. Por ela, competiram pilotos que passaram pela F1, como Enrique Bernoldi, Patrick Friesacher e Vitantonio Liuzzi, além do tricampeão da Stock Car Brasil Ricardo Maurício.
A Red Bull Junior Team foi formada em 2001 como o programa de pilotos europeus da Red Bull. A Red Bull oferece financiamento e apoio aos jovens pilotos promissores que fazem parte do programa. Em 2004, Christian Klien se tornou o primeiro Red Bull Junior a correr na Fórmula 1, enquanto em 2008, Sebastian Vettel se tornou o primeiro Red Bull Junior a vencer um Grande Prêmio de Fórmula 1, o Grande Prêmio da Itália. Dois anos depois, em 2010, Vettel se tornou o primeiro graduado da Red Bull Junior a vencer o Campeonato Mundial de Fórmula 1.
Em 2024, a Red Bull, em parceria com a Ford, criou um programa específico para pilotos mulheres, a Red Bull Ford Academy, que é voltada para as participantes da F1 Academy.

## Pilotos atuais
| Piloto              | Anos  | Série atual                                                                        | Títulos                                                                           |
| ------------------- | ----- | ---------------------------------------------------------------------------------- | --------------------------------------------------------------------------------- |
| Ayumu Iwasa         | 2021- | Campeonato de Super Fórmula Japonesa de 2024                                       | nenhum como membro da Red Bull Junior Team                                        |
| Arvid Lindblad      | 2021– | Fórmula Regional do Oriente Médio Campeonato de Fórmula 3 de 2024                  | WSK Euro Series OK, WSK Final Cup OK, Grande Prêmio de Macau da Fórmula 4 de 2023 |
| Isack Hadjar        | 2022– | Campeonato de Fórmula 2 da FIA                                                     | nenhum como membro da Red Bull Junior Team                                        |
| Enzo Deligny        | 2023  | Campeonato dos Emirados Árabes Unidos de Fórmula 4 Fórmula Regional Europeia       | nenhum como membro da Red Bull Junior Team                                        |
| Enzo Tarnvanichkul  | 2023- | Campeonato da Fórmula Winter Series de 2024 Campeonato Espanhol de Fórmula 4       | nenhum como membro da Red Bull Junior Team                                        |
| Pepe Martí          | 2023- | Campeonato de Fórmula 2 da FIA                                                     | nenhum como membro da Red Bull Junior Team                                        |
| Tim Tramnitz        | 2023– | Campeonato de Fórmula 3 de 2024                                                    | nenhum como membro da Red Bull Junior Team                                        |
| Oliver Goethe       | 2023– | Troféu Oriente Médio Campeonato de Fórmula 3 de 2024                               | nenhum como membro da Red Bull Junior Team                                        |
| James Egozi         | 2024– | Campeonato da Fórmula Winter Series de 2024 Campeonato Espanhol de Fórmula 4       | nenhum como membro da Red Bull Junior Team                                        |
| Fionn McLaughlin    | 2024– | Kart (OK)                                                                          | nenhum como membro da Red Bull Junior Team                                        |
| Scott Lindblom      | 2024– | Kart (OK)                                                                          | nenhum como membro da Red Bull Junior Team                                        |
| Ernesto Rivera      | 2024– | Fórmula Winter Series Campeonato Espanhol de Fórmula 4                             | nenhum como membro da Red Bull Junior Team                                        |
| Jules Caranta       | 2024– | Campeonato dos Emirados Árabes Unidos de Fórmula 4 Campeonato Francês de Fórmula 4 | nenhum como membro da Red Bull Junior Team                                        |
| Rocco Coronel       | 2024– | Kart (OK)                                                                          | nenhum como membro da Red Bull Junior Team                                        |
| Christopher Feghali | 2024– | Kart (OK)                                                                          | nenhum como membro da Red Bull Junior Team                                        |
| Nikola Tsolov       | 2024– | Campeonato de Fórmula 3 da FIA                                                     | nenhum como membro da Red Bull Junior Team                                        |
| Niklas Schaufler    | 2024– | Kart (OK)                                                                          | nenhum como membro da Red Bull Junior Team                                        |
| Fontes:             |       |                                                                                    |                                                                                   |

## Graduados na Red Bull Racing na Fórmula 1
| Piloto | Experiência na equipe júnior | Experiência na equipe júnior | Experiência na Fórmula 1 com a Red Bull Racing       | Experiência na Fórmula 1 com a Red Bull Racing | Experiência na Fórmula 1 com outras equipes                                           |
| Piloto | Anos                         | Categorias anteriores | Scuderia Toro Rosso/Scuderia AlphaTauri/Racing Bulls | Red Bull Racing                                | Experiência na Fórmula 1 com outras equipes                                           |
| --- | ---------------------------- | --- | ---------------------------------------------------- | ---------------------------------------------- | ------------------------------------------------------------------------------------- |
| Christian Klien                                                                                            | 2001–2003                    | Formula BMW ADAC (2001) Formula Renault 2000 Germany (2002) Eurocopa de Fórmula Renault (2002) Fórmula 3 Euro Series (2003) | —                                                    | Campeonato Mundial de Fórmula 1 de 2005-2006   | Jaguar (2004) HRT (2010)                                                              |
| Sebastian Vettel                                                                                           | 2001–2007                    | Kart (2001–2002) Formula BMW ADAC (2003)–(2004) Fórmula 3 Euro Series (2005)–(2006) Formula Renault 3.5 Series (2006)–(2007) | 2007-2008                                            | 2009-2014                                      | BMW Sauber (2007) Ferrari (2015–2020) Aston Martin (2021–2022)                        |
| Vitantonio Liuzzi                                                                                          | 2002–2004                    | German Formula Three Championship (2002) Fórmula 3000 Internacional (2003–2004) | 2006-2007                                            | 2005                                           | Force India (2009–2010) HRT (2011)                                                    |
| Daniel Ricciardo                                                                                           | 2008–2011                    | Eurocopa de Fórmula Renault (2008) Formula Renault 2.0 West European Cup (2008) Campeonato Britânico de Fórmula 3 (2009) Formula Renault 3.5 Series (2009–2011) | 2012–2013 2023–2024                                  | 2014–2018                                      | HRT (2011) Renault (2019–Campeonato Mundial de Fórmula 1 de 2020) McLaren (2021–2022) |
| Daniil Kvyat                                                                                               | 2010–2013                    | Formula BMW Europe (2010) Formula BMW Pacific (2010) Eurocopa de Fórmula Renault (2010–2012) Copa da Europa do Norte de Fórmula Renault (2011) Campeonato de Fórmula Regional da Oceania (2011) Fórmula Renault 2.0 Alpes (2012) GP3 Series (2013) Campeonato Europeu de Fórmula 3 da FIA (2013) | 2014 2016–2017 2019–2020                             | 2015–2016                                      | —                                                                                     |
| Alexander Albon†                                                                                           | 2012                         | Fórmula Renault 2.0 Alpes (2012) Eurocopa de Fórmula Renault (2012) | 2019                                                 | 2019–2020                                      | Williams (2022–)                                                                      |
| Max Verstappen†                                                                                            | 2014                         | Campeonato Europeu de Fórmula 3 da FIA (2014) | 2015–2016                                            | 2016–2020 2021–2023 presente                   | —                                                                                     |
| Pierre Gasly†                                                                                              | 2014–2017                    | Formula Renault 3.5 (2014) GP2 Series (2014–2016) Super Fórmula Japonesa (2017) | 2017–2018 2019, 2020–2022                            | 2019                                           | Alpine (2023–)                                                                        |
| Liam Lawson†                                                                                               | 2019–2023                    | Campeonato de Fórmula 3 da FIA (2019–2020) Deutsche Tourenwagen Masters (2021) Campeonato de Fórmula 2 da FIA (2021-2022) Super Fórmula Japonesa (2023) | 2023, 2024                                           | 2025                                           | —                                                                                     |
| - Títulos do campeonato destacados em negrito. - † indica os pilotos de Fórmula 1 atualmente em atividade. |                              | |                                                      |                                                |                                                                                       |

## Graduados na Toro Rosso/AlphaTauri/Racing Bulls
Esta lista inclui pilotos que passaram da Junior Team para a Toro Rosso/AlphaTauri/RB, mas não correram pela Red Bull Racing. Os ex-pilotos da Red Bull Junior Team que pilotaram pela Toro Rosso/AlphaTauri/RB e pela Red Bull Racing aparecem na tabela Graduados na Red Bull Racing.
| Piloto            | Experiência na equipe júnior | Experiência na equipe júnior | Toro Rosso/AlphaTauri/RB | Experiência na Fórmula 1 com outras equipes                 |
| Piloto            | Anos                         | Categorias anteriores | Toro Rosso/AlphaTauri/RB | Experiência na Fórmula 1 com outras equipes                 |
| ----------------- | ---------------------------- | --- | ------------------------ | ----------------------------------------------------------- |
| Scott Speed       | 2003–2005                    | Campeonato Britânico de Fórmula 3 (2003) Copa da Europa do Norte de Fórmula Renault (2004) Eurocopa de Fórmula Renault (2004) GP2 Series (2005) A1GP (2005) | 2006–2007                | —                                                           |
| Sébastien Buemi   | 2005–2008                    | Fórmula BMW (2005) Copa da Europa do Norte de Fórmula Renault (2006) Fórmula 3 Euro Series (2006–07) A1GP (2006–07) GP2 Series (2007–08) GP2 Asia Series (2008) | 2009–2011                | —                                                           |
| Jaime Alguersuari | 2006–2009                    | Eurocopa de Fórmula Renault (2006–2007) Campeonato Italiano de Fórmula Renault (2006–2007) Campeonato Britânico de Fórmula 3 (2008) Campeonato Espanhol de Fórmula 3 (2008) Fórmula Renault 3.5 Series (2009)                                                                                              | 2009–2011                | —                                                           |
| Brendon Hartley   | 2006–2010                    | Copa da Europa do Norte de Fórmula Renault (2006) Eurocopa de Fórmula Renault (2006 –2007) Campeonato Italiano de Fórmula Renault (2007) Campeonato Britânico de Fórmula 3 (2008) Fórmula 3 Euro Series (2008–2009) Fórmula Renault 3.5 Series (2009–2010)                                                 | 2017–2018                | —                                                           |
| Jean-Éric Vergne  | 2008–2011                    | Eurocopa de Fórmula Renault (2008–2009) Formula Renault 2.0 West European Cup (2008–2009) Campeonato Britânico de Fórmula 3 (2010) GP3 Series (2010) Fórmula Renault 3.5 Series (2010–2011) | 2012–2014                | —                                                           |
| Carlos Sainz Jr.† | 2010–2014                    | Formula BMW Europe (2010) Formula BMW Pacific (2010) European F3 Open (2010) Eurocopa de Fórmula Renault (2010–2011) Copa da Europa do Norte de Fórmula Renault (2011) Fórmula 3 Euro Series (2011–2012) Campeonato Britânico de Fórmula 3 (2012) GP3 Series (2013) Fórmula Renault 3.5 Series (2013–2014) | 2015–2017                | Renault (2017–2018) McLaren (2019–2020) Ferrari (2021–2024) |
| Yuki Tsunoda†     | 2019–2020                    | Campeonato de Fórmula 3 da FIA (2019) Euroformula Open Championship (2019) Campeonato de Fórmula Regional da Oceania (2020) Campeonato de Fórmula 2 da FIA (2020) | 2021–                    | —                                                           |

- Títulos do campeonato destacados em negrito..
- † indica os pilotos de Fórmula 1 atualmente em atividade.

## Ex pilotos

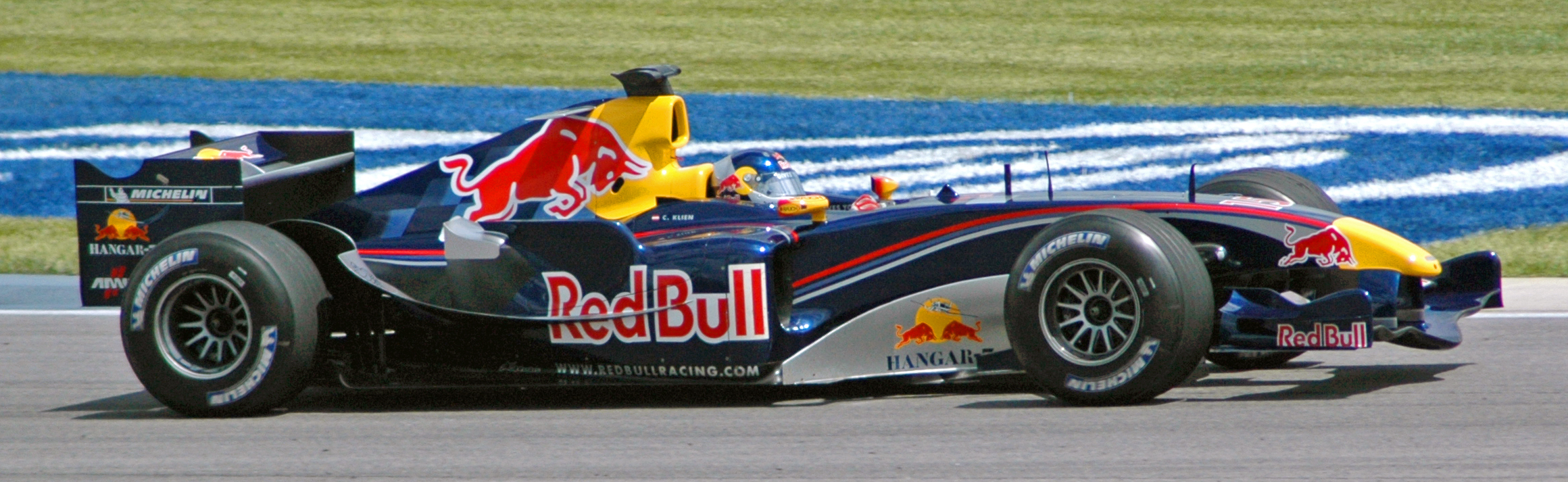
Christian Klien pilotando pela Red Bull Racing no Grande Prêmio dos Estados Unidos de 2005

| Piloto                                         | Anos       | Competição |
| ---------------------------------------------- | ---------- | --- |
| Ricardo Maurício                               | 2001–2002  | Fórmula 3000 Internacional (2001–2002) |
| Bernhard Auinger                               | 2001–2003  | Fórmula 3 Alemã (2001–02) Fórmula 3000 Internacional (2003) Fórmula 3 Euro Series (2003) |
| Patrick Friesacher                             | 2001–2003  | Fórmula 3000 Internacional (2001–2003) |
| Reinhard Kofler                                | 2001–2004  | Formula BMW Junior Cup (2001) Fórmula BMW (2002) Eurocopa de Fórmula Renault (2003–2004) Copa da Europa do Norte de Fórmula Renault (2003–2004) |
| Christopher Wassermann                         | 2001–2004  | Kart (2001–2002) Fórmula BMW (2003–2004) |
| Martin Ragginger                               | 2002–2006  | Kart (2002–2004) Fórmula BMW (2005–2006) |
| Paul Edwards                                   | 2003       | World Series By Nissan (2003) |
| Grant Maiman                                   | 2003       | Eurocopa de Fórmula Renault (2003) Campeonato Italiano de Fórmula Renault (2003) Copa da Europa do Norte de Fórmula Renault (2003) |
| Joel Nelson                                    | 2003       | Auto GP (2003) Campeonato Britânico de Fórmula 3 (2003) |
| Mathias Lauda                                  | 2003–2004  | Renault Sport Series (2003) Fórmula 3000 Internacional (2004) |
| Norbert Siedler                                | 2003–2004  | World Series By Nissan (2003) Auto GP (2004) |
| Dominique Claessens                            | 2004       | Eurocopa de Fórmula Renault (2004) Copa da Europa do Norte de Fórmula Renault (2004) |
| Matt Jaskol                                    | 2004       | Fórmula BMW (2004) |
| Narain Karthikeyan                             | 2004       | World Series By Nissan (2004) |
| Atte Mustonen                                  | 2004       | Kart (2004) |
| Guillermo Rojas                                | 2004       | Formula Renault V6 Eurocup (2004) |
| Colin Fleming                                  | 2004–2006  | Eurocopa de Fórmula Renault (2004) Copa da Europa do Norte de Fórmula Renault (2004) Fórmula Renault 3.5 Series (2005–2006) |
| Michael Ammermüller                            | 2004–2007  | Copa da Europa do Norte de Fórmula Renault (2004) Eurocopa de Fórmula Renault (2004–2005) Campeonato Italiano de Fórmula Renault (2005) GP2 Series (2006–2007) Fórmula Renault 3.5 Series (2007) A1GP (2007) |
| Adrian Zaugg                                   | 2004–2007  | Fórmula BMW (2004) Eurocopa de Fórmula Renault (2005–2006) Campeonato Italiano de Fórmula Renault (2005–2006) Fórmula Renault 3.5 Series (2006) A1GP (2006–07 & 2007) GP2 Series (2007) |
| Jim Ka To                                      | 2005       | Asian Formula Renault Challenge (2005) |
| Matías Milla                                   | 2005       | Eurocopa de Fórmula Renault (2005) Copa da Europa do Norte de Fórmula Renault (2005) |
| Teemu Nyman                                    | 2005       | Eurocopa de Fórmula Renault (2005) Copa da Europa do Norte de Fórmula Renault (2005) |
| Philipp Eng                                    | 2005–2006  | Kart (2005) Fórmula BMW (2006) |
| Neel Jani                                      | 2005, 2007 | GP2 Series (2005) A1GP (2005 & 2007) Champ Car World Series (2007) |
| Filipe Albuquerque                             | 2005–2007  | Fórmula 3 Espanhola (2005) Copa da Europa do Norte de Fórmula Renault (2005) Eurocopa de Fórmula Renault (2005–2006) Copa da Europa do Norte de Fórmula Renault (2006) Fórmula Renault 3.5 Series (2007) GP2 Series (2007) A1GP (2007)                                                                                            |
| John Edwards                                   | 2005–2007  | Copa da Europa do Norte de Fórmula Renault (2005) Eurocopa de Fórmula Renault (2005–2006) Copa da Europa do Norte de Fórmula Renault (2006) Atlantic Championship (2007) |
| Stefano Coletti                                | 2005–2008  | Fórmula BMW (2005–2006) Eurocopa de Fórmula Renault (2006–2007) Campeonato Italiano de Fórmula Renault (2007) Fórmula 3 Euro Series (2008) |
| Mikhail Aleshin                                | 2005–2009  | Eurocopa de Fórmula Renault (2005) Copa da Europa do Norte de Fórmula Renault (2005) A1GP (2005–06) Fórmula Renault 3.5 Series (2006–2008) GP2 Series (2007) Campeonato de Fórmula Dois da FIA (2009) |
| Sergey Afanasyev                               | 2006       | Fórmula Renault 2.0 Alpes (2006) Copa da Europa do Norte de Fórmula Renault (2006) |
| Nathan Antunes                                 | 2006       | Copa da Europa do Norte de Fórmula Renault (2006) Fórmula 3 Alemã (2006) |
| Yoshitaka Kuroda                               | 2006       | Fórmula BMW (2006) |
| Niall Quinn                                    | 2006       | Fórmula BMW (2006) |
| Oliver Oakes                                   | 2006–2007  | Fórmula BMW (2006) Eurocopa de Fórmula Renault (2007) Copa da Europa do Norte de Fórmula Renault (2007) |
| Edoardo Piscopo                                | 2006–2007  | Eurocopa de Fórmula Renault (2006) Campeonato Italiano de Fórmula Renault (2006) Campeonato de Fórmula Regional da Oceania (2006–07) Fórmula 3 Euro Series (2007) A1GP (2007) |
| Robert Wickens                                 | 2006–2009  | Fórmula BMW (2006) Atlantic Championship (2007) Fórmula Renault 3.5 Series (2007–2008) A1GP (2007–08) Fórmula 3 Euro Series (2008) Campeonato de Fórmula Dois da FIA (2009) |
| Pedro Bianchini                                | 2007       | Fórmula BMW (2007) |
| Kevin Mirocha                                  | 2007       | Fórmula BMW (2007) |
| Daniel Morad                                   | 2007       | Fórmula BMW (2007) |
| Tom Dillmann                                   | 2007–2008  | Fórmula 3 Euro Series (2007–2008) |
| Jean-Karl Vernay                               | 2007–2008  | A1GP (2007) Fórmula 3 Euro Series (2007–2008) |
| Mika Mäki                                      | 2007–2009  | Eurocopa de Fórmula Renault (2007) Campeonato Italiano de Fórmula Renault (2007) Fórmula 3 Euro Series (2008–2009) |
| Karun Chandhok                                 | 2008       | GP2 Series (2008) GP2 Asia Series (2008) |
| Daniel Juncadella                              | 2008–2009  | Fórmula BMW (2008) Fórmula BMW (2008–2009) |
| Mirko Bortolotti                               | 2009       | Campeonato de Fórmula Dois da FIA (2009) |
| Stefan Wackerbauer                             | 2012       | Eurocopa de Fórmula Renault (2012) Fórmula Renault 2.0 Alpes (2012) |
| Lewis Williamson                               | 2012       | Renault Sport Series (2012) |
| António Félix da Costa                         | 2012–2013  | GP3 Series (2012) Fórmula Renault 3.5 Series (2012–2013) |
| Callan O'Keeffe                                | 2012–2013  | ADAC Formel Masters (2012–2013) |
| Tom Blomqvist                                  | 2013       | Campeonato Europeu de Fórmula 3 da FIA (2013) |
| Beitske Visser                                 | 2013       | ADAC Formel Masters (2013) |
| Alex Lynn                                      | 2014       | GP3 Series (2014) |
| Callum Ilott                                   | 2015       | Campeonato Europeu de Fórmula 3 da FIA (2015) Campeonato de Fórmula Regional da Oceania (2015) |
| Dean Stoneman                                  | 2015       | Fórmula Renault 3.5 Series (2015) GP2 Series (2015) |
| Luis Leeds                                     | 2016       | Campeonato Britânico de Fórmula 4 (2016) Campeonato NACAM de Fórmula 4 (2016) |
| Sérgio Sette Câmara                            | 2016       | Campeonato Europeu de Fórmula 3 da FIA (2016) |
| Niko Kari                                      | 2016–2017  | Campeonato Europeu de Fórmula 3 da FIA (2016) GP3 Series (2017) |
| Richard Verschoor                              | 2016–2017  | SMP F4 Championship (2016) Campeonato Espanhol de Fórmula 4 (2016) Eurocopa de Fórmula Renault (2017) Campeonato de Fórmula Regional da Oceania (2017) |
| Neil Verhagen                                  | 2017–2018  | Eurocopa de Fórmula Renault (2017–2018) Copa da Europa do Norte de Fórmula Renault (2017–2018) |
| Juan Salva                                     | 2017-2019  | Kart |
| Dan Ticktum                                    | 2017–2019  | Eurocopa de Fórmula Renault (2017) Campeonato Europeu de Fórmula 3 da FIA (2018) Super Fórmula Japonesa (2019) |
| Nirei Fukuzumi                                 | 2018       | Campeonato de Fórmula 2 da FIA (2018) Super Fórmula Japonesa (2018) |
| Harry Thompson                                 | 2018–2019  | Kart |
| Jack Doohan                                    | 2018–2021  | Campeonato Britânico de Fórmula 4 (2018) Euroformula Open Championship (2019) Campeonato de Fórmula Regional Asiática (2019-2020) Campeonato de Fórmula 3 da FIA (2020–2021) Campeonato de Fórmula 2 da FIA (2021) |
| Jonny Edgar                                    | 2018–2022  | Kart (2018) ADAC Fórmula 4 (2019–2020) Campeonato Italiano de Fórmula 4 (2019–2020) Campeonato de Fórmula 3 da FIA (2021–2022) |
| Jüri Vips                                      | 2018–2022  | Campeonato de Fórmula 3 da FIA (2019) Super Fórmula Japonesa (2019) Campeonato de Fórmula Regional Europeia (2020) Campeonato de Fórmula 2 da FIA (2020–2022) |
| Dennis Hauger                                  | 2018–2023  | Campeonato Britânico de Fórmula 4 (2018) Campeonato Italiano de Fórmula 4 (2019) ADAC Fórmula 4 (2019) Euroformula Open Championship (2019) Campeonato de Fórmula 3 da FIA (2020–2021) Porsche Carrera Cup Scandinavia (2020,2022-2023) Campeonato de Fórmula Regional Europeia (2020) Campeonato de Fórmula 2 da FIA (2022-2023) |
| Lucas Auer                                     | 2019       | Super Fórmula Japonesa (2019) |
| Patricio O'Ward                                | 2019       | IndyCar Series (2019) Campeonato de Fórmula 2 da FIA (2019) Super Fórmula Japonesa (2019) |
| Igor Fraga                                     | 2020       | Campeonato de Fórmula 3 da FIA (2020) |
| Jehan Daruvala                                 | 2020–2022  | Campeonato de Fórmula 2 da FIA (2020–2022) Campeonato de Fórmula Regional Asiática (2021) |
| Jak Crawford                                   | 2020–2023  | Campeonato Italiano de Fórmula 4 (2020) ADAC Fórmula 4 (2020) Campeonato de Fórmula 3 da FIA (2021-2022) Campeonato de Fórmula Regional Asiática (2022) Campeonato de Fórmula Regional do Oriente Médio (2023) Campeonato de Fórmula 2 da FIA (2023)                                                                              |
| Hiroki Otsu                                    | 2021       | Kart (2021) Super GT (2021) |
| Noel León                                      | 2022       | Campeonato de Fórmula Regional Europeia (2022) |
| Yuto Nomura                                    | 2022       | Campeonato Francês de Fórmula 4 (2022) |
| Ren Sato                                       | 2022       | Super Fórmula Japonesa (2022) |
| Souta Arao                                     | 2022–2023  | Campeonato Francês de Fórmula 4 (2022) Campeonato GB3 (2023) |
| Enzo Fittipaldi                                | 2023       | Campeonato de Fórmula 2 da FIA (2023) |
| Zane Maloney                                   | 2023       | Campeonato de Fórmula 2 da FIA (2023) |
| Sebastián Montoya                              | 2023       | Campeonato de Fórmula 3 da FIA (2023) Campeonato de Fórmula Regional do Oriente Médio (2023) European Le Mans Series (2023) |
| Kacper Sztuka                                  | 2024       | Campeonato de Fórmula 3 da FIA (2024) |
| - Títulos de campeonato destacados em negrito. |            | |

## Resumo dos graduados
O esquema foi bem-sucedido, com vários pilotos apoiados pela Red Bull chegando à Fórmula 1:
- Enrique Bernoldi– correu pela Arrows e foi brevemente piloto de testes da British American Racing.
- Christian Klien – correu pela Jaguar Racing e Red Bull Racing, e foi piloto de testes da HRT F1 Team.
- Patrick Friesacher– correu pela Minardi.
- Narain Karthikeyan– correu pela Jordan e pela HRT e foi piloto de testes da Williams.
- Robert Doornbos – correu pela Minardi e Red Bull Racing.
- Vitantonio Liuzzi– correu pela Red Bull Racing, Scuderia Toro Rosso e Force India, em determinado momento atraiu a atenção da Ferrari após performances dominantes na Fórmula 3000, correu pela HRT F1 Team antes de ser substituído antes da temporada 2012.
- Scott Speed - correu pela Scuderia Toro Rosso em 2006 e 2007. Disputou o número 82 da Red Bull Racing Toyota Camry na NASCAR Sprint Cup Series antes de ser lançado pela Red Bull após a 2010 NASCAR Sprint Cup Series. Speed atualmente corre no Global Rallycross pela Andretti Autosport, onde é tricampeão e atual campeão.
- Sebastian Vettel– juntou-se à Toro Rosso para a segunda metade da temporada 2007 no lugar de Scott Speed, substituindo David Coulthard na Red Bull Racing para a temporada 2009. Tornou-se Campeão Mundial de Pilotos de Fórmula 1 de 2010, 2011, 2012 e 2013, e partiu para a Ferrari no final da temporada 2014. Ele foi piloto de testes da BMW Sauber.
- Sébastien Buemi - correu pela Scuderia Toro Rosso de 2009 a 2011. Ele participou da GP2 Asia Series e GP2 Series pela Trust Team Arden e no A1 Grand Prix com A1 Team Switzerland, como reserva do também piloto da Red Bull Junior Team, Jani.
- Jaime Alguersuari- correu pela Scuderia Toro Rosso, substituindo Sébastien Bourdais na segunda metade da temporada 2009 antes de ser substituído no final da temporada de 2011. Ele venceu a F3 Britânica na temporada de 2008 e correu na World Series by Renault na temporada de 2009. Em 2015 aposentou-se do automobilismo e hoje é DJ.
- Karun Chandhok – correu pela Hispania Racing e Team Lotus, e foi piloto tradicional da Williams.
- Daniel Ricciardo – piloto reserva da Red Bull Racing e vencedor da temporada de 2009 com a Carlin Motorsport antes de ser colocado na HRT em 2011 e ingressando na Toro Rosso em 2012. Inscreveu-se para substituir Mark Webber na Red Bull na temporada de 2014, conquistando três vitórias e terminando em 3º na classificação do campeonato. Partiu para a Renault no final da temporada 2018. Voltou à Scuderia AlphaTauri em 2023 após a demissão de Nyck de Vries.
- Jean-Éric Vergne - juntou-se à Toro Rosso na temporada de 2012 depois de terminar em segundo lugar na temporada 2011 da Fórmula Renault 3.5 Series. Saiu do programa para se tornar piloto de testes da Ferrari.
- Daniil Kvyat– juntou-se à Toro Rosso para a temporada de 2014 depois de conquistar o título da GP3 no ano anterior. Inscreveu-se para substituir Sebastian Vettel na Red Bull para a temporada de 2015. Rebaixado para a Scuderia Toro Rosso após o GP da Rússia de 2016, substituído por Max Verstappen. Substituído por Pierre Gasly na Toro Rosso para a temporada 2018, juntou-se à Ferrari como piloto de testes e reserva. Retornou à Toro Rosso na temporada de 2019 antes de ser substituído novamente no final de 2020.
- Carlos Sainz Jr. – juntou-se à Toro Rosso na temporada de 2015 depois de conquistar o título da Fórmula Renault 3.5 no ano anterior. Mudou-se para Renault após o GP do Japão de 2017. Ingressou na McLaren para a temporada 2019. Em seguida, ingressou na Ferrari para a temporada de 2021, onde conquistou uma vitória no Grande Prêmio da Inglaterra de 2022.
- Max Verstappen – juntou-se à Toro Rosso em 2015 depois de terminar em terceiro no Campeonato Europeu de Fórmula 3 da FIA de 2014, tendo sido contratado pelo programa Red Bull no meio daquela temporada. Promovido à Red Bull Racing para o GP da Espanha de 2016, que venceu na estreia. Foi Campeão Mundial de Pilotos de Fórmula 1 com a Red Bull nas temporadas de 2021, 2022 e 2023 .
- Pierre Gasly– estreou pela Toro Rosso no GP da Malásia 2017 depois de vencer a GP2 Series em 2016. Ingressou na Toro Rosso em tempo integral na temporada de 2018. Promovido à Red Bull Racing para a temporada 2019 para substituir Daniel Ricciardo. Rebaixado para a Toro Rosso após o GP da Hungria de 2019, onde permaneceu por quatro temporadas. Venceu o Grande Prêmio da Itália de 2020 e conquistou mais três pódios. Desde 2023 corre na Alpine.
- Brendon Hartley– juntou-se à Toro Rosso para o GP dos Estados Unidos de 2017 depois de vencer o Campeonato Mundial de Endurance da FIA de 2017. Continuou com a equipe no ano seguinte antes de ser substituído por Alexander Albon em 2019.
- Alexander Albon – recontratado pela Red Bull antes da temporada de 2019 para correr pela Toro Rosso depois de terminar em terceiro no Campeonato de Fórmula 2 da FIA de 2018. Promovido à Red Bull Racing após o GP da Hungria de 2019, obteve dois pódios durante sua passagem na equipe, mas seu contrato não foi renovado para 2021. Tornou-se piloto de testes da Red Bull e juntou-se à equipe AlphaTauri AF Corse na temporada de 2021 da Deutsche Tourenwagen Masters. Retornou à Fórmula 1 em 2022 com a Williams.
- Yuki Tsunoda – juntou-se à equipe renomeada Scuderia AlphaTauri para a temporada de 2021, depois de ficar em terceiro lugar na Fórmula 2 no ano anterior.
- Liam Lawson – juntou-se à AlphaTauri em 2023, substituindo Daniel Ricciardo em quatro etapas, voltou a ser reserva da Red Bull. Mais uma vez foi chamado para substituir Ricciardo, agora na equipe renomeada Visa Cash App RB, a partir do GP dos EUA de 2024.

Além destes, a Red Bull tem apoiado muitos jovens pilotos em ascensão:
- Neel Jani – piloto de testes da Sauber, Red Bull Racing, e mais tarde da Toro Rosso, ao mesmo tempo que representa a A1 Team Switzerland em A1 Grand Prix.
- Colin Fleming– correu na World Series by Renault com a Carlin Motorsport.
- Michael Ammermüller– correu na GP2 Series com ART.
- Mikhail Aleshin– correu na World Series by Renault com a Carlin Motorsport.
- Adrian Zaugg – correu na World Series by Renault pela Carlin Motorsport por uma temporada parcial, bem como no A1 Grand Prix pela A1 Team South Africa.
- Filipe Albuquerque– disputou a World Series by Renault com Epsilon Euskadi.
- Robert Wickens– correu na World Series by Renault com a Carlin Motorsport.
- António Félix da Costa – terminou em terceiro lugar na Temporada 2012 de GP2 Series com a Carlin e na Temporada 2013 de Formula Renault 3.5 Series com a Arden Caterham.
- Alex Lynn – venceu a GP3 Series em Temporada de GP3 Series de 2014 pela Carlin.
- Sérgio Sette Câmara – disputou o Campeonato Europeu de Fórmula 3 FIA de 2016 pela Motopark. Progrediu para a Fórmula 2 sem o apoio da Red Bull e foi recontratado em 2020 como piloto de testes da Red Bull Racing e da Scuderia AlphaTauri.
- Dan Ticktum – correu meio período no Campeonato de Super Fórmula em 2018 e 2019 pela Team Mugen.
- Felipe Nasr – Disputou as Temporadas de 2015 e 2016 pela Sauber.

## Spin-off americano
Red Bull Driver Search foi um spin-off americano executado de 2002 a 2005 em paralelo com a Red Bull Junior Team. Seu objetivo era buscar “o futuro campeão americano de F1”. O vencedor com mais destaque foi Scott Speed, que competiu na F1 em 2005 como piloto de testes da Red Bull, foi piloto da Toro Rosso nas temporadas de 2006 e 2007 e também foi bicampeão da Global Rallycross e campeão da Americas Rallycross. Além de Speed, outros que passaram pelo programa foram Ryan Hunter-Reay, que atualmente está na IndyCar Series, A. J. Allmendinger, que está atualmente na NASCAR Xfinity Series, e Joey Hand, atual piloto de fábrica da Ford.

## Programa Red Bull Academy
Em 2024, a Red Bull criou o Red Bull Ford Academy Program para apoiar os pilotos da equipe F1 Academy. Essa categoria foi criada com o intuito de desenvolver e preparar jovens pilotas para progredir para níveis mais elevados de competição, como a Fórmula 1.
| Pilota                                                                     | Anos na equipe | Títulos da F1 Academy como membro do programa Red Bull Academy |
| -------------------------------------------------------------------------- | -------------- | -------------------------------------------------------------- |
| Amna Al Qubaisi (representando a equipe da Visa Cash App RB Academy)       | 2024           | Nenhum como membro do programa Red Bull Academy                |
| Hamda Al Qubaisi (representando a Red Bull Racing Pepe Jeans Academy Team) | 2024           | Nenhum como membro do programa Red Bull Academy                |
| Emely de Heus (representando a Red Bull Ford Academy Team)                 | 2024           | Nenhum como membro do programa Red Bull Academy                |
| Chloe Chambers                                                             | 2025           | Nenhum como membro do programa Red Bull Academy                |
| Rafaela Ferreira (representando a equipe da RB Academy)                    | 2025           | Nenhum como membro do programa Red Bull Academy                |
| Fontes:                                                                    |                |                                                                |

## Resultados como equipe

### Fórmula 3000
| Campeonato Internacional de Fórmula 3000 | Campeonato Internacional de Fórmula 3000 | Campeonato Internacional de Fórmula 3000 | Campeonato Internacional de Fórmula 3000 | Campeonato Internacional de Fórmula 3000 | Campeonato Internacional de Fórmula 3000 | Campeonato Internacional de Fórmula 3000 | Campeonato Internacional de Fórmula 3000 | Campeonato Internacional de Fórmula 3000 | Campeonato Internacional de Fórmula 3000 | Campeonato Internacional de Fórmula 3000 |
| Ano                                      | Carro                                    | Pilotos                                  | Corridas                                 | Vitórias                                 | Pódios                                   | Poles                                    | V.M.R.                                   | Pts.                                     | C.P.                                     | C.C.                                     |
| ---------------------------------------- | ---------------------------------------- | ---------------------------------------- | ---------------------------------------- | ---------------------------------------- | ---------------------------------------- | ---------------------------------------- | ---------------------------------------- | ---------------------------------------- | ---------------------------------------- | ---------------------------------------- |
| 1999                                     | Lola B99/50-Zytek                        | Enrique Bernoldi                         | 10                                       | 0                                        | 0                                        | 0                                        | 0                                        | 2                                        | 18º                                      | 15º                                      |
| 1999                                     | Lola B99/50-Zytek                        | Markus Friesacher                        | 3                                        | 0                                        | 0                                        | 0                                        | 0                                        | 0                                        | NC                                       | 15º                                      |
| 1999                                     | Lola B99/50-Zytek                        | Ricardo Maurício                         | 7                                        | 0                                        | 0                                        | 0                                        | 0                                        | 1                                        | 22º                                      | 15º                                      |
| 2000                                     | Lola B99/50-Zytek                        | Ricardo Maurício                         | 10                                       | 0                                        | 1                                        | 0                                        | 0                                        | 4                                        | 17º                                      | 9º                                       |
| 2000                                     | Lola B99/50-Zytek                        | Enrique Bernoldi                         | 10                                       | 0                                        | 0                                        | 0                                        | 0                                        | 5                                        | 16º                                      | 9º                                       |
| 2001                                     | Lola B99/50-Zytek                        | Patrick Friesacher                       | 12                                       | 0                                        | 0                                        | 0                                        | 0                                        | 8                                        | 13º                                      | 5º                                       |
| 2001                                     | Lola B99/50-Zytek                        | Antonio García                           | 4                                        | 0                                        | 0                                        | 0                                        | 0                                        | 0                                        | NC                                       | 5º                                       |
| 2001                                     | Lola B99/50-Zytek                        | Ricardo Maurício                         | 8                                        | 0                                        | 2                                        | 0                                        | 0                                        | 14                                       | 8º                                       | 5º                                       |
| 2002                                     | Lola B02/50-Zytek                        | Patrick Friesacher                       | 12                                       | 0                                        | 1                                        | 0                                        | 0                                        | 14                                       | 10º                                      | 5º                                       |
| 2002                                     | Lola B02/50-Zytek                        | Ricardo Maurício                         | 12                                       | 0                                        | 1                                        | 0                                        | 0                                        | 9                                        | 11º                                      | 5º                                       |
| 2003                                     | Lola B02/50-Zytek                        | Vitantonio Liuzzi                        | 10                                       | 0                                        | 2                                        | 1                                        | 0                                        | 39                                       | 4º                                       | 2º                                       |
| 2003                                     | Lola B02/50-Zytek                        | Patrick Friesacher                       | 8                                        | 1                                        | 4                                        | 0                                        | 1                                        | 36                                       | 5º                                       | 2º                                       |
| 2003                                     | Lola B02/50-Zytek                        | Bernhard Auinger                         | 2                                        | 0                                        | 0                                        | 0                                        | 0                                        | 0                                        | NC                                       | 2º                                       |
| Fontes:                                  |                                          |                                          |                                          |                                          |                                          |                                          |                                          |                                          |                                          |                                          |

## Links externos
- Red Bull Junior Team
- Red Bull Racing
- Scuderia AlphaTauri
- Visa Cash App RB
- Red Bull Junior Team no Instagram
- Red Bull Junior Team no Facebook